# Scopula intersecta
Scopula intersecta är en fjärilsart som beskrevs av Geoffroy 1785. Scopula intersecta ingår i släktet Scopula och familjen mätare. Inga underarter finns listade.